# ميل ميوشكوفيتش
ميل ميوشكوفيتش مواليد 8 أكتوبر 1985 في نيكشيتش، الجبل الأسود، هو لاعب كرة يد مونتينيغري يلعب كحارس مرمى. يلعب حاليا مع نادي ماريبور برانيك لكرة اليد ويحمل الرقم 16. مثل منتخب الجبل الأسود لكرة اليد.

## سجل المنافسة
شارك في البطولات التالية:
- بطولة أوروبا لكرة اليد للرجال 2016

## روابط خارجية
- ميل ميوشكوفيتش على موقع الاتحاد الأوروبي لكرة اليد (الإنجليزية)